# Palazzo Canavese
Pour les articles homonymes, voir Palazzo (homonymie) et Canavese.
Palazzo Canavese (en français Palaz-en-Canavais) est une commune de la ville métropolitaine de Turin, dans le Piémont, en Italie.

## Administration
| Période                                  | Période  | Identité      | Étiquette    | Qualité |
| ---------------------------------------- | -------- | ------------- | ------------ | ------- |
| 14 juin 2004                             | En cours | Amanda Prelle | lista civica |         |
| Les données manquantes sont à compléter. |          |               |              |         |

### Communes limitrophes
Bollengo, Piverone, Magnano, Albiano d'Ivrea, Azeglio.